# Rio Branco FC (ES)
Der Rio Branco Futebol Clube, in der Regel nur kurz Rio Branco, Rio Branco-VN oder Rio Branco de Venda Nova genannt, ist ein Fußballverein aus Venda Nova do Imigrante im brasilianischen Bundesstaat Espírito Santo.
Aktuell spielt der Verein in der vierten brasilianischen Liga, der Série D.
2025 konnte der Klub sich in der ersten Runde des Copa do Brasil 2025 gegen den Amazonas FC im Elfmeterschießen durchsetzen, welche im Ranking des CBF besser platziert war, Platz 186 versus 49. Die Prämien hieraus in Höhe von 1,83 Millionen Real wollte Rio Branco benutzen um die Kosten für die bauliche Sanierung seines Estádio Olímpio Perim, des Stadions des Vereins, zu tragen. Außerdem um Schulden zu begleichen und das Preisgeld an die Spieler auszuzahlen. Das Budget des Klubs für die Saison 2025 belief sich auf fast 1 Million Real für die Spiele in der Staatsmeisterschaft von Espírito Santo und dem Copa do Brasil.

## Erfolge
- Staatsmeisterschaft von Espírito Santo: 2020
- Staatsmeisterschaft von Espírito Santo – 2nd Division: 1993

## Stadion
Der Verein trägt seine Heimspiele im Estádio Olímpio Perim in Venda Nova do Imigrante aus. Das Stadion hat ein Fassungsvermögen von 2100 Personen.